# Igors Ždanovs
Igors Ždanovs, també citat com a Ígor Zhdanov (letó: Igors Ždanovs; rus: Игорь Николаевич Жданов; Cesvaine, Letònia, 27 de juliol de 1920 – Rīga, Letònia, 25 de desembre de 1996) fou un mestre d'escacs letó, que també va fer de mestre, entrenador, organitzador i periodista, vinculat al món dels escacs. Igor Zhdanov va començar a jugar als escacs a vuit anys, i ho va continuar fent fins a la seva mort.
Una de les seves activitats favorites era la de fer lectures a la Universitat Cultural d'Escacs de Rīga. Va estudiar a l'Institut Estatal de Riga núm. 1 i després de la seva graduació el 1938 va continuar estudis de filosofia alemanya a la Universitat de Letònia.

## Resultats destacats en competició
A 18 anys Igor Zhdanov va guanyar el campionat d'escacs de Riga. A continuació va jugar i guanyar molts torneigs, inclòs el campionat de Letònia de 1943.
A la Letònia soviètica hi va assolir el títol de Mestre Candidat el 1948 i el de Mestre el 1964. Els seus millors resultats al campionat de Letònia després de la II Guerra Mundial foren un segon lloc el 1948, empatat amb Augusts Strautmanis, i un segon lloc el 1964.
El 1991 va guanyar el torneig sènior de Heilbronn, Alemanya.

### Participació en competicions per equips
Igor Zhdanov va jugar representant Letònia al campionat soviètic per equips de 1953, i per l'equip letó "Daugava" a la Copa soviètica per equips de 1964, 1968, i 1974.